# Nyacungu
Nyacungu är ett vattendrag i Burundi.   Det ligger i provinsen Rutana, i den centrala delen av landet, 90 km sydost om huvudstaden Bujumbura.
Omgivningarna runt Nyacungu är en mosaik av jordbruksmark och naturlig växtlighet. Runt Nyacungu är det ganska tätbefolkat, med 111 invånare per kvadratkilometer.